# Mateševo
Mateševo este un sat din comuna Kolašin, Muntenegru. Conform datelor de la recensământul din 2003, localitatea are 97 de locuitori (la recensământul din 1991 erau 86 de locuitori).

## Demografie
În satul Mateševo locuiesc 70 de persoane adulte, iar vârsta medie a populației este de 40,1 de ani (38,7 la bărbați și 41,4 la femei). În localitate sunt 36 de gospodării, iar numărul mediu de membri în gospodărie este de 2,69.
Populația localității este foarte eterogenă.
|  |

| Demografie | Demografie | Demografie |
| An         | Locuitori  | Locuitori  |
| ---------- | ---------- | ---------- |
|            |            |            |
|            |            |            |
|            |            |            |
|            |            |            |
| 1948       | 260        |            |
| 1953       | 495        |            |
| 1961       | 233        |            |
| 1971       | 219        |            |
| 1981       | 146        |            |
| 1991       | 86         | 86         |
| 2003       | 97         | 97         |

| \| Componența etnică conform recensământului din 2003[2] \| Componența etnică conform recensământului din 2003[2] \| Componența etnică conform recensământului din 2003[2] \| Componența etnică conform recensământului din 2003[2] \| Componența etnică conform recensământului din 2003[2] \| \| ----------------------------------------------------- \| ----------------------------------------------------- \| ----------------------------------------------------- \| ----------------------------------------------------- \| ----------------------------------------------------- \| \| \| \| \| \| \| \| Sârbi \| Sârbi \| \| 56 \| 57,73% \| \| Muntenegreni \| Muntenegreni \| \| 39 \| 40,2% \| \| necunoscută \| necunoscută \| \| 0 \| 0% \| |              |  |    |        |
| Componența etnică conform recensământului din 2003 |              |  |    |        |
| |              |  |    |        |
| Sârbi | Sârbi        |  | 56 | 57,73% |
| Muntenegreni | Muntenegreni |  | 39 | 40,2%  |
| necunoscută | necunoscută  |  | 0  | 0%     |